# 田川明洋
田川 明洋（たがわ あきひろ、1991年7月19日 - ）は、トップリーグ日野レッドドルフィンズに所属するラグビー選手。

## プロフィール
- 奈良県出身[1]。
- ポジションはスクラムハーフ(SH)。
- 身長 163cm、体重 73kg
- チーム1の小柄ながら、チームで1番スクワットが強い。

## 略歴
2010年、天理高校卒業後、明治大学に入る。
2014年、明治大学卒業後、日野自動車レッドドルフィンズに加入。同年9月13日に行われたトップイーストリーグの釜石シーウェイブス戦に先発出場で公式戦初出場を果たす。